# Pinheiros (Monção)
Pinheiros es una freguesia portuguesa del concelho de Monção, con 2,81 km² de superficie y 372 habitantes (2001). Su densidad de población es de 132,4 hab/km².

## Galería

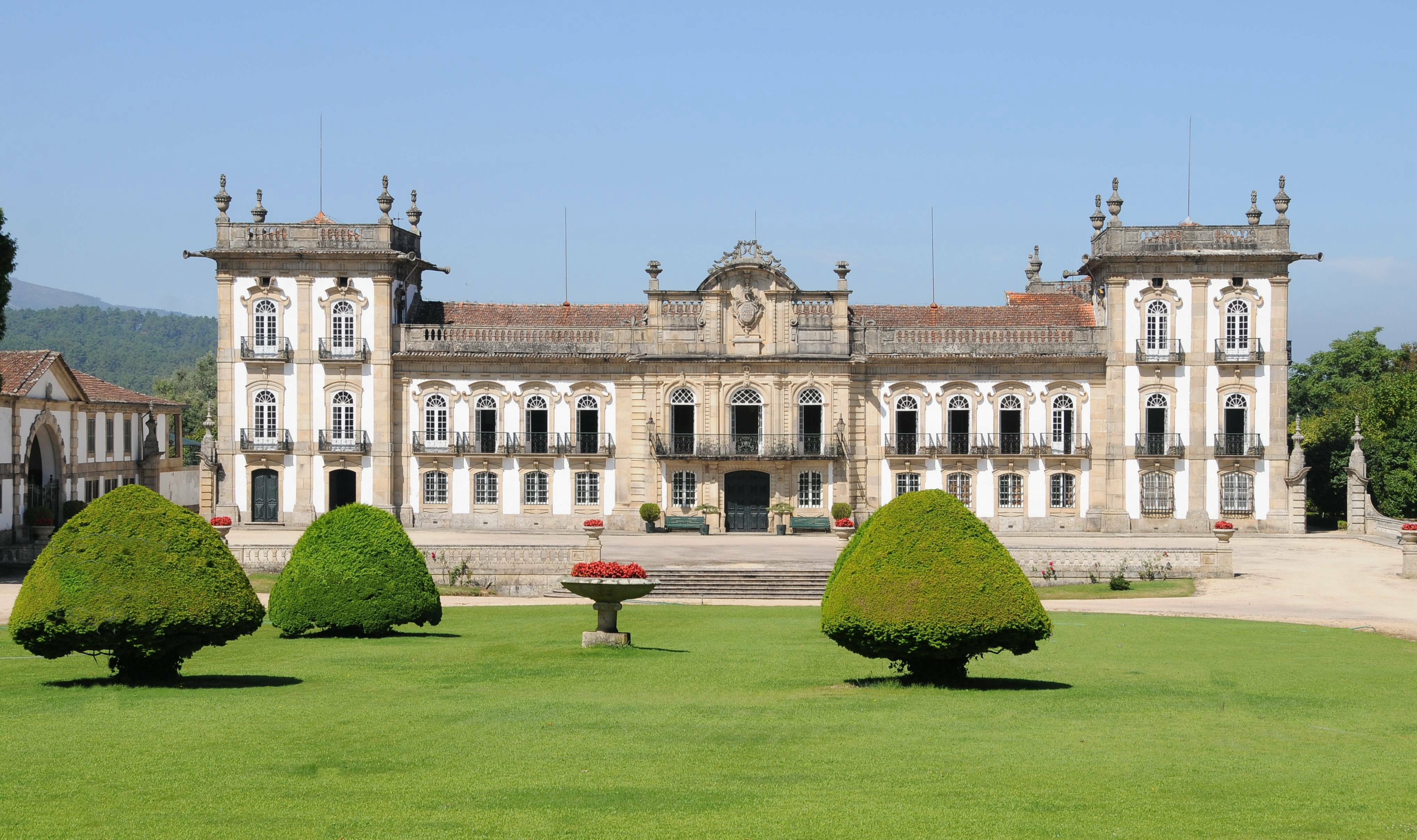
Palacio de Brejoeira.